# Macksville, New South Wales
Macksville är en ort i Australien. Den ligger i kommunen Nambucca Shire och delstaten New South Wales, i den sydöstra delen av landet, omkring 390 kilometer nordost om delstatshuvudstaden Sydney. Antalet invånare är 2 153.
Närmaste större samhälle är Nambucca, omkring 10 kilometer nordost om Macksville. 
I omgivningarna runt Macksville växer i huvudsak städsegrön lövskog. Runt Macksville är det glesbefolkat, med 13 invånare per kvadratkilometer. Genomsnittlig årsnederbörd är 1 585 millimeter. Den regnigaste månaden är januari, med i genomsnitt 310 mm nederbörd, och den torraste är oktober, med 7 mm nederbörd.